# Fayṣal bin Bandar Āl Saʿūd
Fayṣal bin Bandar Āl Saʿūd (in arabo فيصل بن بندر بن عبد العزيز ال سعود‎?; 1943) è un principe e politico saudita, membro della famiglia reale Āl Saʿūd.

## Primi anni di vita e formazione
Il principe Faysal è nato nel 1943, figlio maggiore del principe Bandar. Sua madre è Wasmiyah bint Abdul Rahman Al Mu'ammar. Il fratello Mansour è ufficiale dell'Aeronautica militare. Nel 1969 ha ottenuto un Bachelor of Arts in storia presso l'Università Re Sa'ud.

## Carriera
Faysal bin Bandar in gioventù è stato ufficiale militare. Nel 1970, è diventato direttore del dipartimento di organizzazione e gestione del Ministero della Difesa e dell'Aviazione. Nel 1974, ha cominciato a servire come direttore del dipartimento di formazione della comunicazione dello stesso dicastero. Dal 1978 al 1981 è stato vice governatore assistente della Provincia di Asir. Nel maggio 1981 è stato nominato vice governatore della stessa provincia. È stato governatore della provincia di al-Qasim dal 1992  al 29 gennaio 2015, quando è stato nominato governatore della provincia di Riyad, in sostituzione del principe Turki bin Abd Allah. Faysal bin Mishaal bin Sa'ud Al Sa'ud è diventato governatore della Provincia di Al-Qasim lo stesso giorno.

## Alleanze
Il principe Faysal era considerato vicino al defunto re Abd Allah.

## Altri
Faysal bin Bandar è membro del Consiglio di Fedeltà dalla sua costituzione nel 2007.

## Vita personale
Il principe è sposato con Nura bint Muhammad bin Saud Al Abdul Rahman e ha quattro figli: Muhammad, Bandar, Sara e Mishail. Muhammad è ufficiale militare e pilota di jet dell'aeronautica militare.